# Coupe des Philippines féminine de football
La coupe des Philippines féminine de football est une compétition féminine de football rassemblant les meilleures équipes des Philippines.

## Palmarès
| Édition | Vainqueur                  | Score     | Finaliste                     |
| ------- | -------------------------- | --------- | ----------------------------- |
| 2014    | Far Eastern University     | 1-1 (2-1) | Chelsea SS PH                 |
| 2015    | Far Eastern University     | 2-1       | De La Salle University        |
| 2022    | Far Eastern University (3) | 2-0       | University of the Philippines |
| 2024    | Stallion Laguna            | 1-0       | Kaya                          |